# Белое Озеро (Северодвинск (городской округ))
Бе́лое О́зеро — посёлок в муниципальном образовании «Северодвинск» Архангельской области России.

## География
Посёлок находится на берегу озёр Белое и Волдозеро, на расстоянии 40 км к югу от города Северодвинск, административного центра округа.

### Часовой пояс
Посёлок Белое Озеро, как и вся Архангельская область, находится в часовой зоне МСК (московское время). Смещение применяемого времени относительно UTC составляет +3:00.

## Население
| 2002 | 2010 |
| ---- | ---- |
| 304  | ↘189 |

## Улицы
| - ул. Белозёрская, - ул. Дачная, - ул. Озёрная, - ул. Рябиновая, | - ул. Северодвинская, - ул. Сосновая, - ул. Станционная, - ул. Школьная. |

## Инфраструктура
В посёлке расположены школа № 26 и железнодорожная станция Белое Озеро Кудемской УЖД.

## Карты
- Топографическая карта Q-37-128,129,130. Архангельск — 1 : 100 000
- Топографическая карта Q-37-33_34.
- Солза. Публичная кадастровая карта